# Liolaemus sarmientoi
Espèce
Synonymes
- Liolaemus archeforus sarmientoi Donoso-Barros, 1973

Statut de conservation UICN

 LC  : Préoccupation mineure
Liolaemus sarmientoi est une espèce de sauriens de la famille des Liolaemidae.

## Répartition
Cette espèce est présente au Chili et en Argentine. On la trouve du niveau de la mer jusqu'à 900 m d'altitude.

## Description
C'est un saurien vivipare.

## Étymologie
Cette espèce est nommée en l'honneur de Pedro Sarmiento de Gamboa.

## Publication originale
- Donoso-Barros, 1973 : Una nueva lagartija magallánica (Reptilia, Iguanidae). Neotropica, vol. 19, p. 163-164.